# U-Bahnhof Arabellapark
Der U-Bahnhof Arabellapark ist ein Bahnhof der Münchner U-Bahn. Er liegt im gleichnamigen Stadtquartier Arabellapark im Stadtteil Bogenhausen und ist östlicher Endpunkt der Linie U4.
Der Bahnhof wurde am 27. Oktober 1988 eröffnet, als die Lücke zwischen Odeonsplatz und Innsbrucker Ring geschlossen und gleichzeitig der Abzweig vom Max-Weber-Platz zum Arabellapark freigegeben wurde. Zur Bedienung dieses Abzweigs ging die Linie U4 in Betrieb.
Die Hintergleiswände des Bahnhofs bestehen aus Beton, an dem schräg Aluminiumlamellen befestigt sind. Die Säulen in der Mitte sind mit hellen Steinplatten, die Decke mit Metallplatten und vereinzelten Lampen verkleidet. Der Bahnsteig ist mit Granit ausgelegt.
Am Westkopf des Bahnhofs gelangt man über ein Sperrengeschoss zur Elektrastraße und einem Busbahnhof, von dem aus mehrere Stadtbuslinien in die angrenzenden Wohngebiete fahren. Am östlichen Ende ist ebenfalls über ein Sperrengeschoss die Englschalkinger Straße zu erreichen. Hier befindet sich das Klinikum Bogenhausen und die gleichnamige Haltestelle der Straßenbahn München.
Der Bahnhof ist der Endpunkt der U4. Eine Verlängerung der U4 weiter zum S-Bahnhof Englschalking wurde bereits 1989 genehmigt, aufgrund der Haushaltslage gibt es aber keine konkreten Aussagen zur Umsetzung.
Der als Abstellanlage genutzte Tunnel reicht bis zum geplanten Bahnhof Cosimapark.

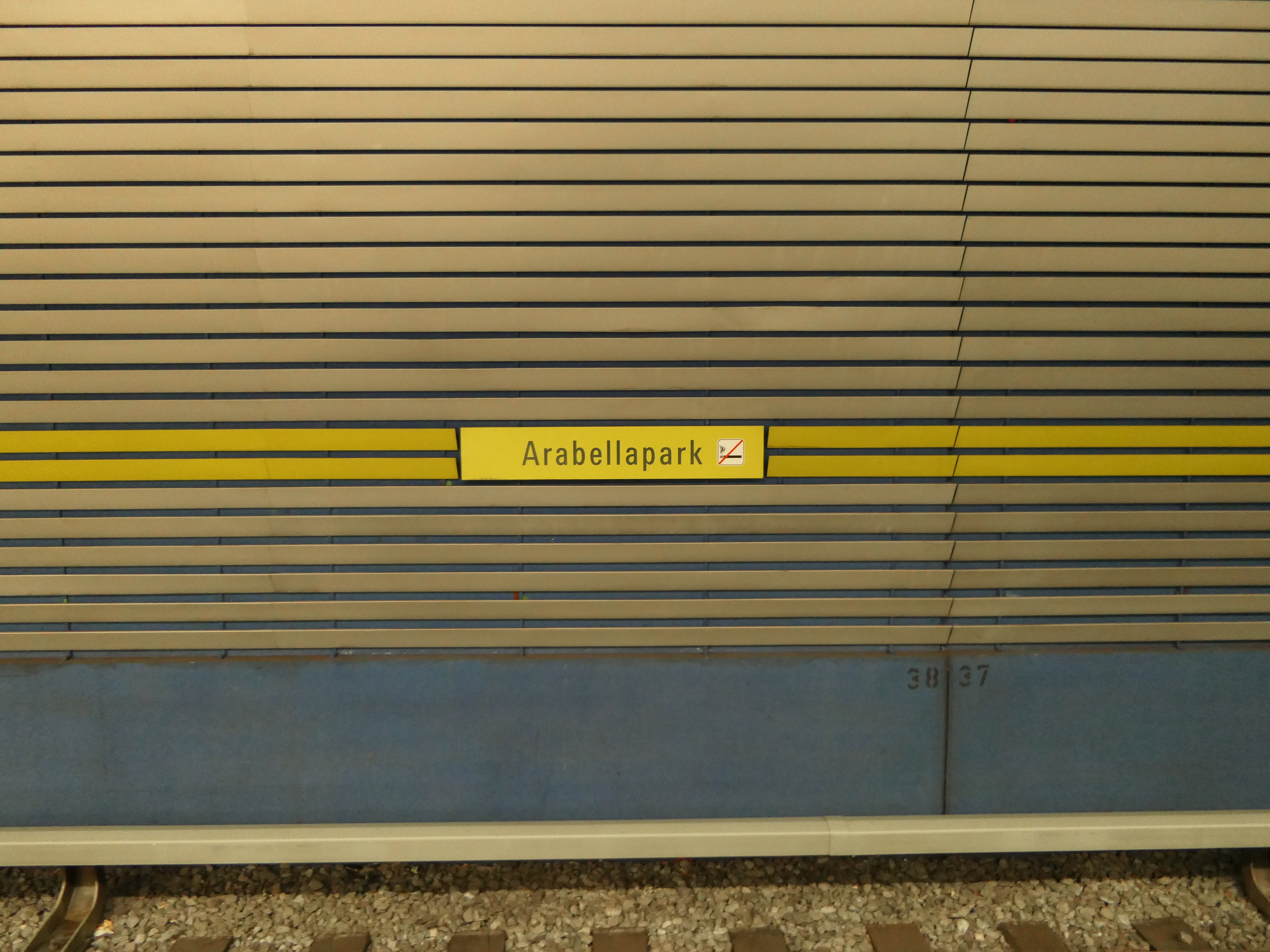
Stationsname an den Hintergleiswänden
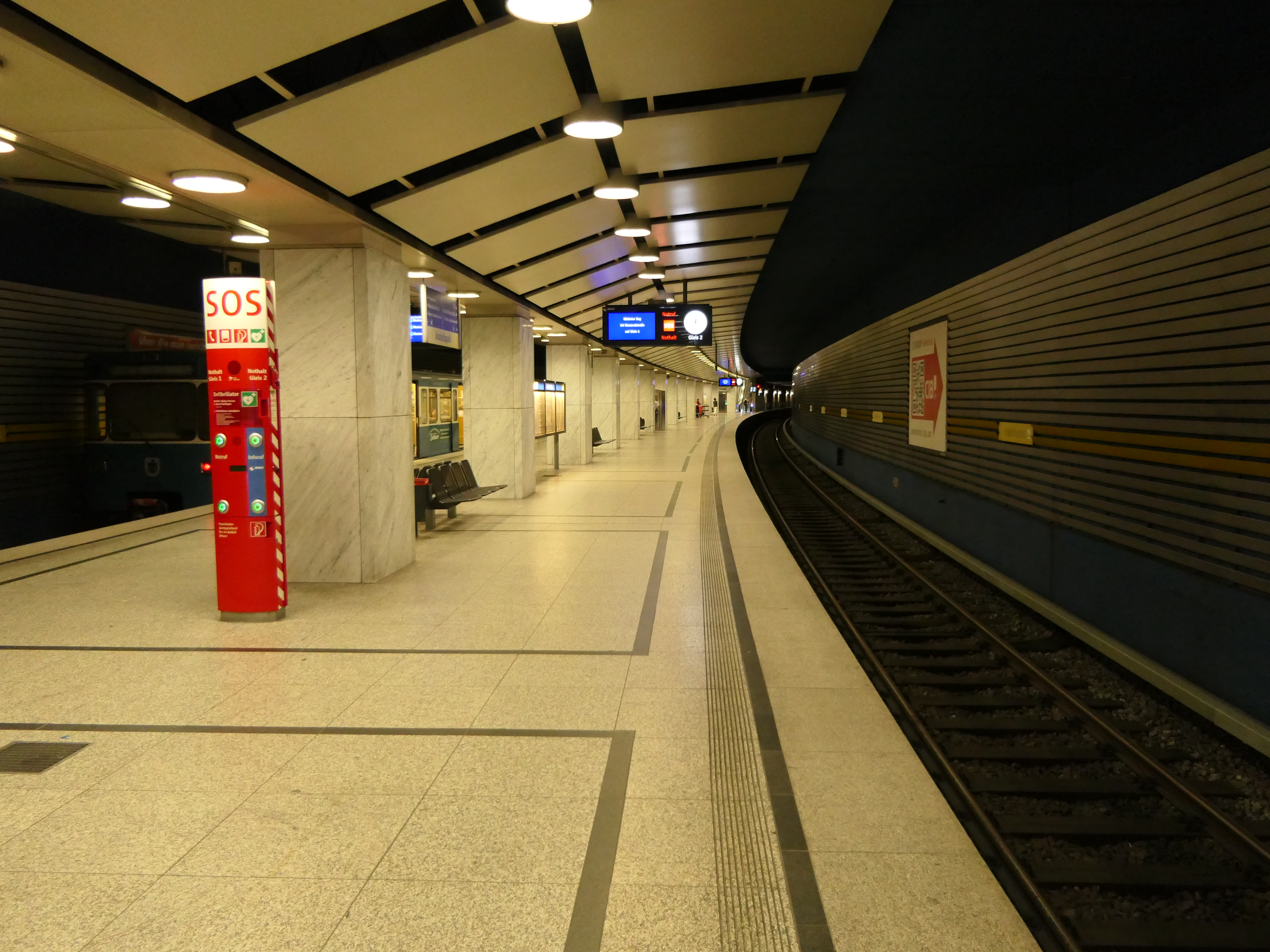
Bahnsteigebene 2018
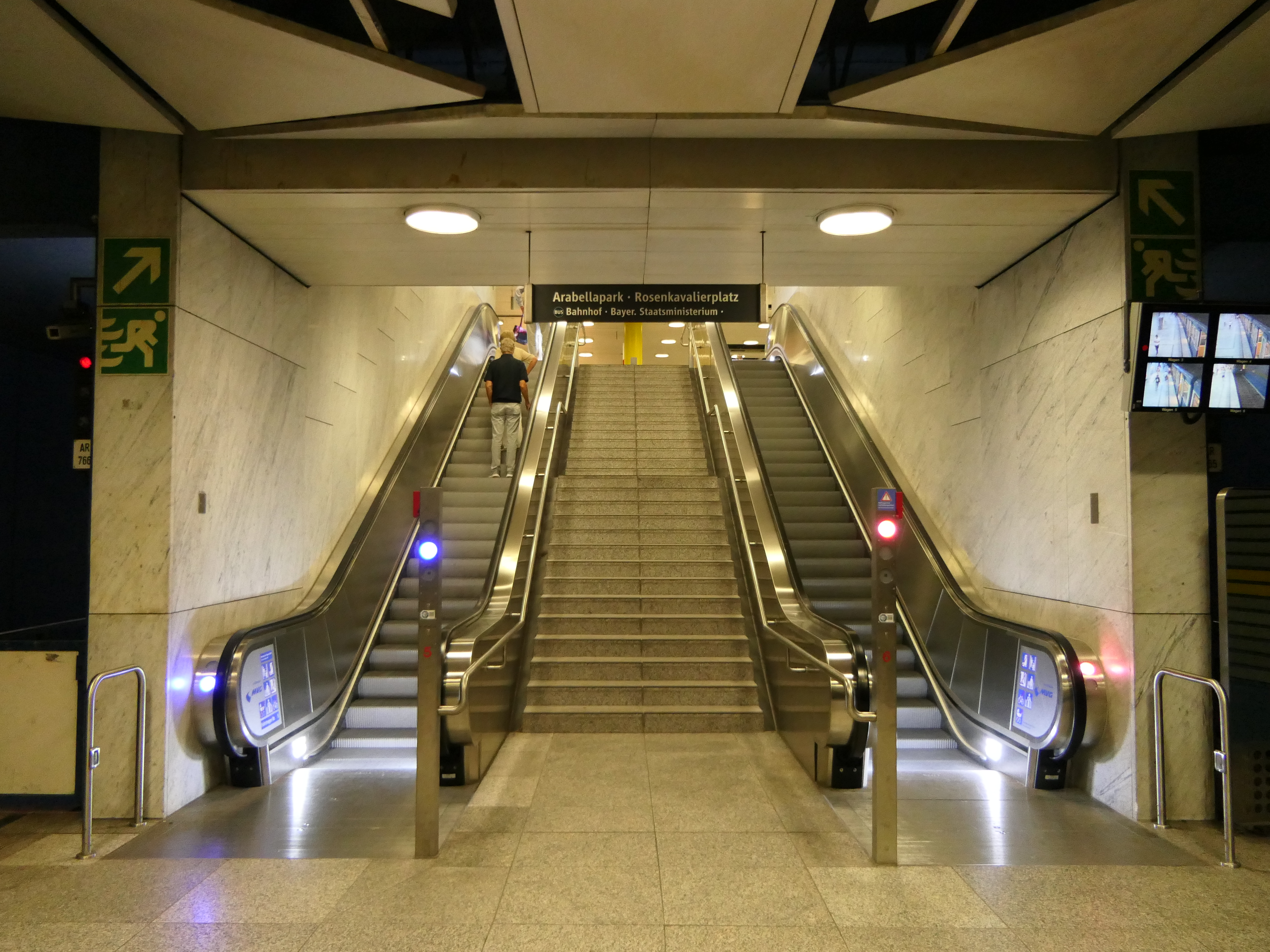
Aufgang von der Bahnsteigebene zur Verteilerebene
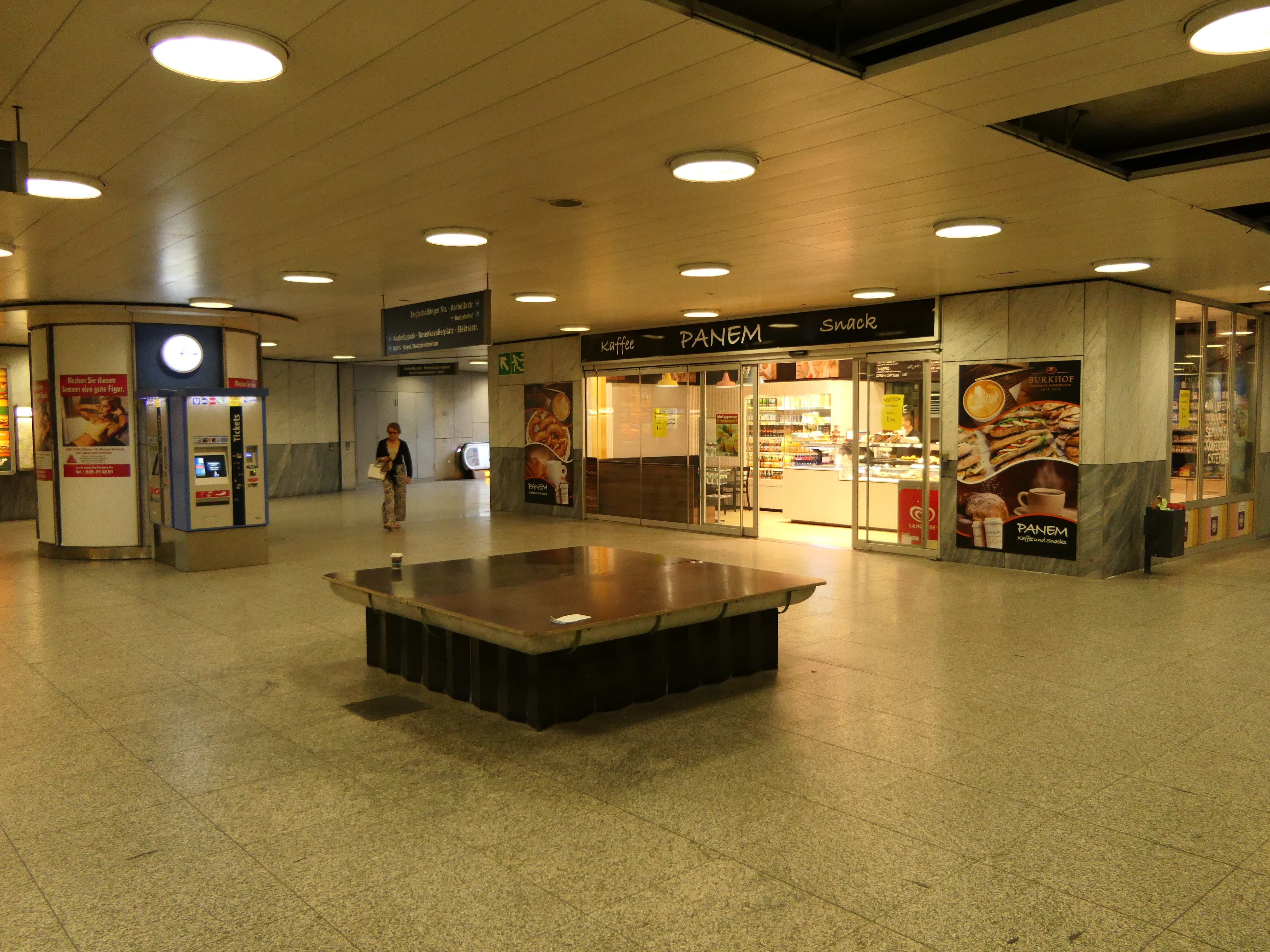
Verteilerebene
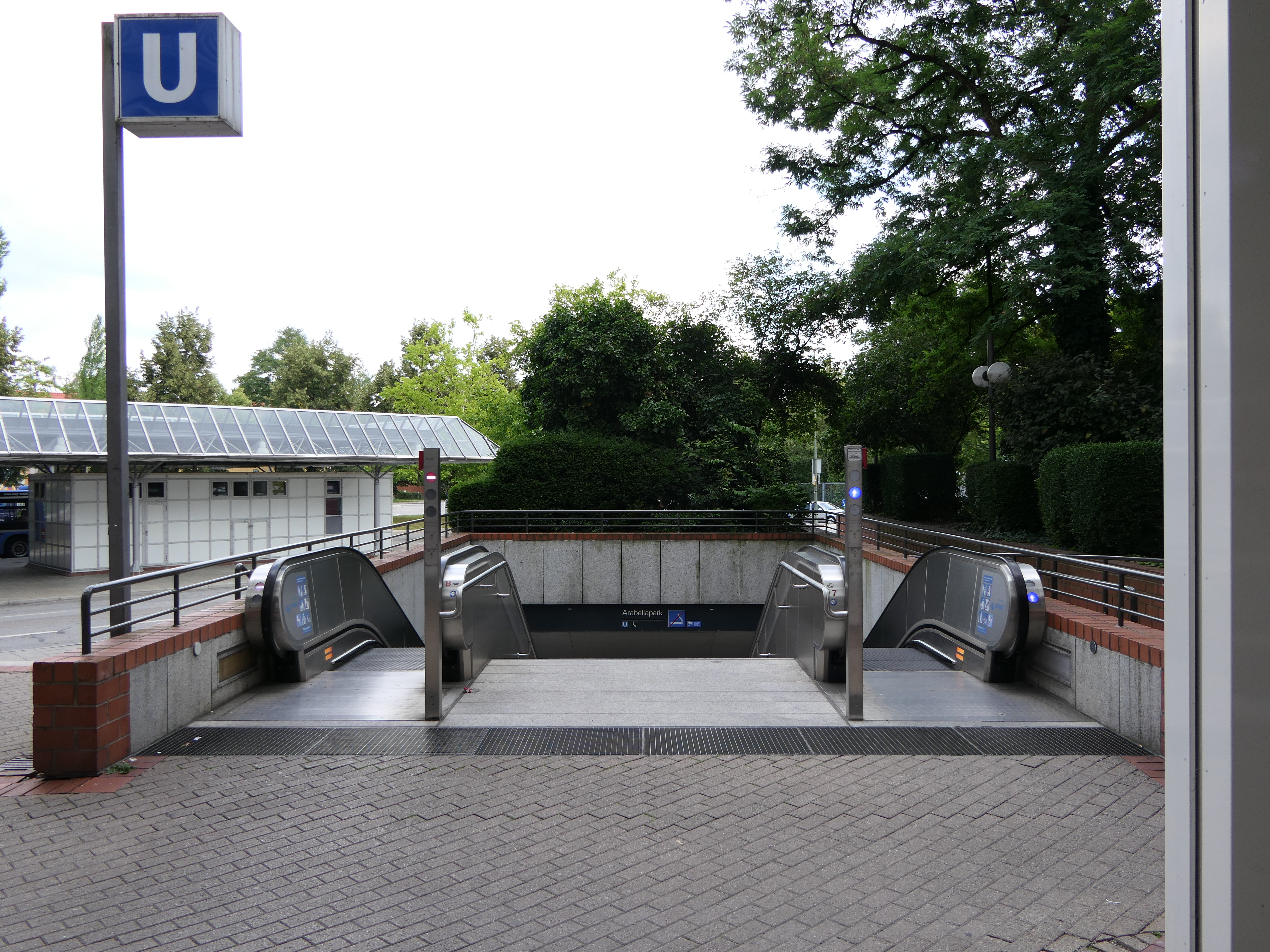
Zugang an der Oberfläche

| Linie | Linienverlauf |
| ----- | --- |
| U4    | Westendstraße – (806 m) – Heimeranplatz – (671 m) – Schwanthalerhöhe – (927 m) – Theresienwiese – (711 m) – Hauptbahnhof – (521 m) – Karlsplatz (Stachus) – (811 m) – Odeonsplatz – (933 m) – Lehel – (928 m) – Max-Weber-Platz – (791 m) – Prinzregentenplatz – (838 m) – Böhmerwaldplatz – (552 m) – Richard-Strauss-Straße – (756 m) – Arabellapark |